# ام الكندم
ام الكندم (بالإنجليزية: Umm al Kundum)‏ هي منطقة تقع في محافظة عمان إلى الشمال الغربي منا الأردن.